# Њукасл (Калифорнија)
Њукасл (енгл. Newcastle) насељено је место без административног статуса у америчкој савезној држави Калифорнија.

## Демографија
По попису из 2010. године број становника је 1.224.
| Група             | 2000.    | 2010.         |
| Белци             | 0 (0,0%) | 1.058 (86,4%) |
| Афроамериканци    | 0 (0,0%) | 7 (0,6%)      |
| Азијати           | 0 (0,0%) | 17 (1,4%)     |
| Хиспаноамериканци | 0 (0,0%) | 104 (8,5%)    |
| Укупно            | 0        | 1.224         |